# سامانه VRF
جریان مبرد متغیر (VRF) از گونه‌های فناوری تهویه مطبوع بوده که در سال ۱۹۸۲ در شرکت دایکین ژاپن اختراع شده‌است. مانند اسپلیت‌ها سامانه VRF از مبرد برای خنک کردن و گرم کردن استفاده می‌کند. این مبرد در یک مدار توسط یک پانل خارجی بین چندین پانل داخلی در گردش است.

### توضیحات
سامانه VRF معمولاً دارای کمپرسور DC inverter به منظور تأمین سرعت متغیر موتور و در نتیجه جریان مبرد متغیر است. (بر خلاف سامانه های ساده on/off). توسط عامل کار در سرعت‌های متفاوت‌های سامانه VRF قادر به صرفه جویی انرژی در حالت‌های بار جزیی می‌باشد. با سامانه بازیافت انرژی سامانه VRF قادر به تأمین همزمان گرمایش و سرمایش هستیم. در مقایسه با سامانه‌های دیگر صرفه جویی انرژی سامانه VRF بیش از ۵۵ درصد می‌باشد.

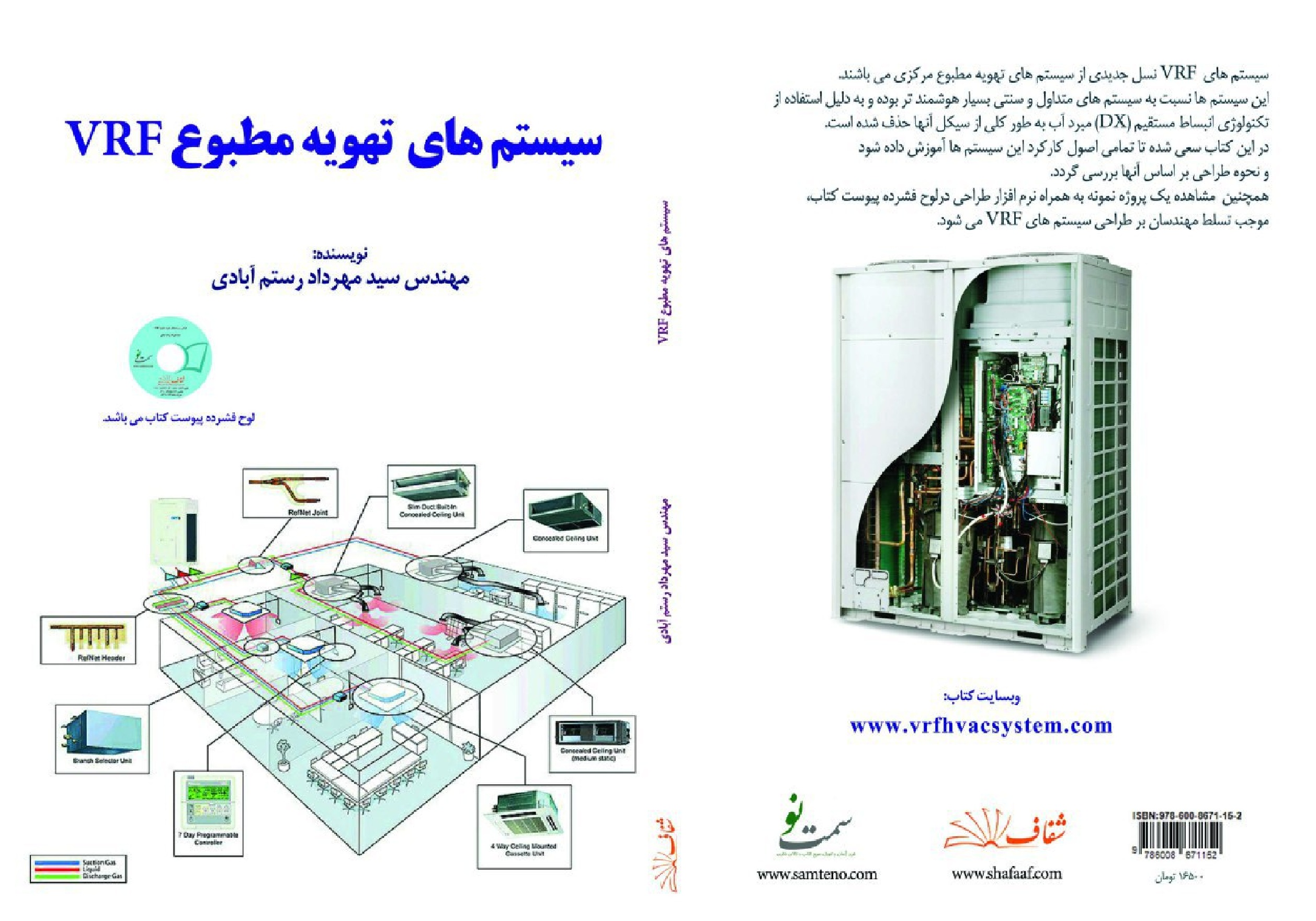
کتاب فارسی با موضوع VRF(نوشته:سیدمهرداد رستم‌آبادی)

در سامانه‌های VRF بازیافت گرمایشی که برخی از پانل‌های داخلی در حالت سرمایشی و برخی دیگر در حالت گرمایش اند، منجر به صرفه جویی در مصرف انرژی می‌شود. اگر یک سامانه دارای ضریب عملکرد سرمایشیCOP 3، و ضریب عملکرد گرمایشی ۴ باشد آنگاه عملکرد بازیافت گرمایی می‌تواند ضریب عملکرد بالای ۷ به ما ارائه دهد. البته بعید است که این تعادل عالی در تقاضای گرمایش و سرمایش برای ساعت‌های زیادی در سال اتفاق بیفتد، اما هر زمانی که حالت مخلوط اتفاق بیفتد در انرژی صرفه جویی می‌شود.

### استفاده در ژاپن
سامانه‌های VRF از سال ۱۹۸۰ در ژاپن استفاده شده‌است. در حال حاضر در ژاپن سامانهVRF در ۵۰ درصد از متوسط ساختمان‌های اداری (تا 70,000 ft2 یا 6,500 m2) و ۳۳ درصد ساختمان‌های تجاری بزرگ (بیش از 70,000 ft2 یا 6,500 m2)استفاده می‌شود.

### تولیدکنندگان اصلی
ژاپنی:
- پاناسونیک
- صنایع سنگین میتسوبیشی
- فوجیتسو
- هیتاچی
- میتسوبیشی الکتریک
- daikin
- توشیبا
- Yanmar (GHP)

کره ای:
- LG
- SAMSUNG

چینی/دیگر:
- Gree
- Haier
- Hisense
- Midea
- Bright
- Dekon
- GREEN

هندی
- Blue Star Infotech
- Voltas

ایتالیایی
- Aermec

آمریکایی
- Trane
- Lennox Industries
- Johnson Controls
- Carrier

ایرانی
- ایدن گیت EG